# Daniele da Castrovillari
Daniele da Castrovillari (1617 - Venècia, 29 de novembre de 1678) va ser un compositor i organista italià.
Durant diversos anys va ser organista de la catedral de Ferrara, tot i que els estudis locals mai no han pogut confirmar aquesta dada. També va ser organista a Venècia, probablement sota el nom de "Fra Daniele". Li han estat atribuïdes tres òperes estrenades a Venècia: Gl'avvenimenti d'Orinda (1660), interpretada al Teatro di SS Giovanni e Paolo; La Pasife (1661) i La Cleopatra (1662, amb text de Giacomo dall'Angelo).
D'aquestes tres òperes, només s'ha conservat La Cleopatra. La partitura inclou diverses àries que requereixen considerable agilitat vocal i un lament d'una llargada de dimensions força inusuals.
El 1662 Castrovillari també va compondre diversa música vocal pel Duc de Màntua.